# Südliches Oribi
Das Südliche Oribi oder Bleichböckchen (Ourebia ourebi) ist eine Antilopenart aus der Gattung der Oribis innerhalb der Familie der Hornträger. Es ist im südlichen Afrika verbreitet und bewohnt dort offene und trockene Landschaften in Tieflagen bis hin zu höheren Gebirgsregionen. Die Tiere zeichnen sich durch ihr geringe Körpergröße, ihr rötlich braunes Fell, ihren langen Hals und die kleinen sowie spitzen Hörner aus, die nur männliche Individuen tragen. Sie leben in kleinen Herden oder treten als Einzeltiere in Erscheinung. Die jeweilige Sozialstruktur in einer speziellen Region wird wahrscheinlich stark durch äußere Bedingungen beeinflusst. Als Hauptnahrung dienen Gräser und Krautpflanzen. Nicht nur die Zusammensetzung, auch die Wahl bestimmter Pflanzenteile variiert jahreszeitlich, so dass das Südliche Oribi als selektiver Pflanzenfresser angesehen werden kann. Weibliche Tiere bringen in der Regel pro Geburt ein Junges zur Welt, das nach sechs Monaten unabhängig ist. Die Art wurde im Jahr 1783 wissenschaftliche eingeführt. Ursprünglich galten alle Oribis als zu einer Art gehörig, diese wurde jedoch im Jahr 2011 aufgespalten. Der Bestand des Südlichen Oribi ist gefährdet.

## Merkmale

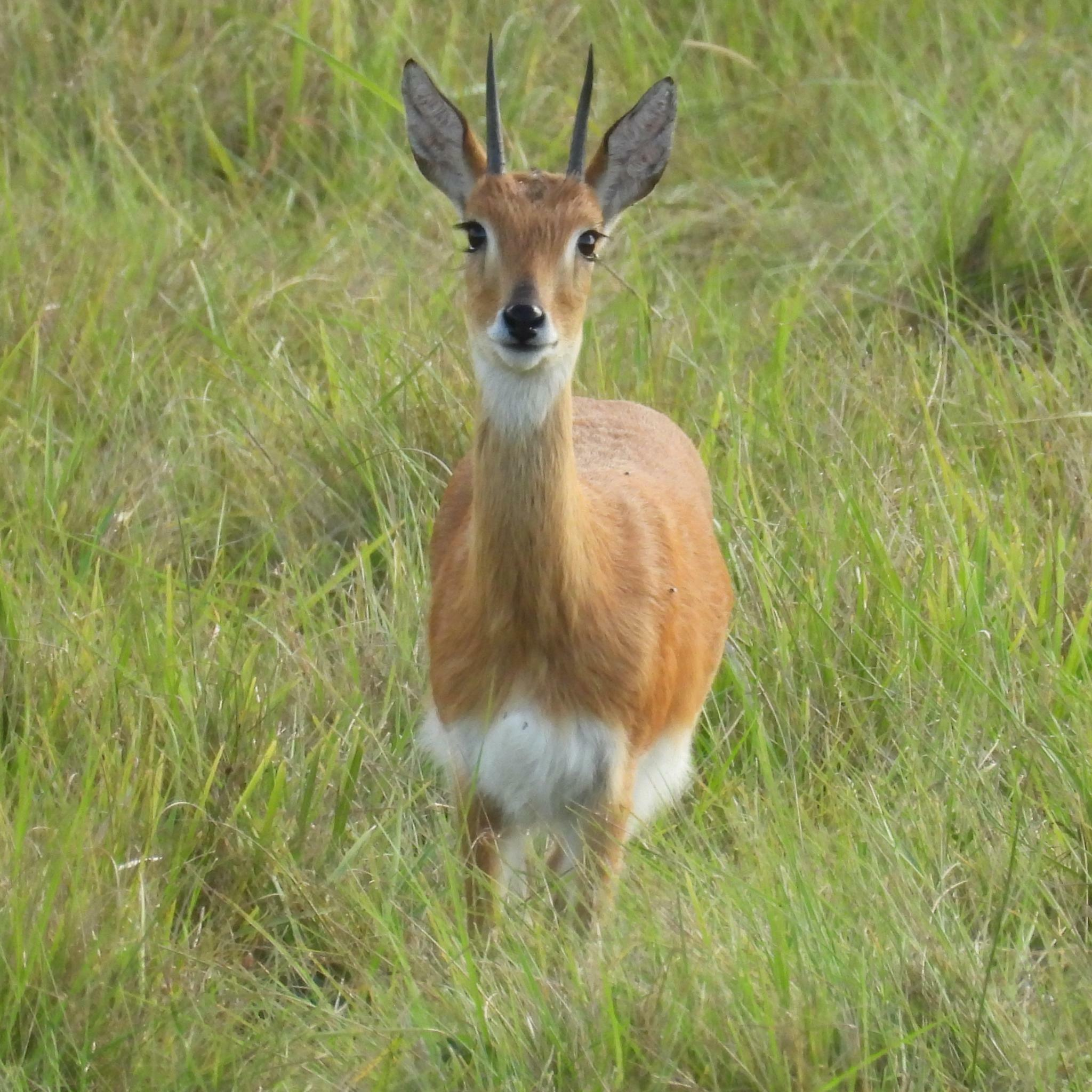
Südliches Oribi, Männchen

Das Südliche Oribi ist eine kleine bis mittelgroße Antilope. Seine Kopf-Rumpf-Länge reicht von 89 bis 115 cm, hinzu kommt ein 7,5 cm langer Schwanz. Die Schulterhöhe variiert von 51 bis 63,5 cm, das Gewicht beträgt bei männlichen Tieren 10,5 bis 17,5 kg, bei weiblichen 7,5 bis 17 kg. Als einziger Vertreter der Oribis sind die Männchen beim Südlichen Oribi größer als die Weibchen. Wie alle Oribis zeichnet sich auch das Südliche Oribi durch einen schlanken Körperbau mit langem Hals und langen Gliedmaßen aus. Das Fell ist auf dem Rücken rötlich-braun gefärbt, allerdings fehlt hier der für die anderen Oribis typische gesprenkelte Einschlag. Die Unterseite erscheint weißlich gefärbt. Aufgrund der jahreszeitlichen Schwankungen besteht beim Südlichen Oribi ein Unterschied zwischen dem Sommer- und Winterfell, was bei anderen Oribis nicht der Fall ist. Im Sommer ist das Fell kurz und weich, im Winter dicker und zotteliger. Der weiße Farbton der Unterseite findet sich auch an der Kehle und am Kinn. Der Schwanz zeigt sich dagegen schwarz getönt. Markant sind des Weiteren die weißen, eher langen Ohren und der ebenso gefärbte Augenring. Unterhalb der Ohren tritt als Merkmal aller Oribis ein dunkler, haarloser Hautfleck auf. Die Voraugendrüse unterhalb der Augen hebt sich als vertikale Falte hervor und ist vor allem bei den Männchen deutlich ausgeprägt, sie nimmt einen größeren Teil des Raumes zwischen Auge und Maul ein. Der Nasenspiegel ist allgemein nackt. Auf der Stirn tritt zumeist bei Weibchen, seltener bei Männchen eine schwarze Markierung auf. Hörner kommen nur bei den Männchen vor, sie sind schlank sowie spitz und haben an der Basis horizontale Rippeln. Bei Jungtieren werden sie häufig von einer Keratinschicht umhüllt, die sich mit der Zeit verliert. Ihre Länge schwankt zwischen 9,9 und 13,4 cm, im Durchschnitt liegt sie bei 11,7 cm. Die Schädellänge variiert von 14,6 bis 17,3 cm.

## Verbreitung
Das Südliche Oribi kommt im südlichen Afrika vor. Dort hat es eine fleckenhafte Verbreitung südlich des Sambesi. Die nördlichen Bereiche erstrecken sich vom äußersten Nordosten Namibias über den Norden Botswanas bis in den Westen Simbabwes. In Mosambik tritt die Art in der Provinz Gaza und in der Umgebung des Flusses Save auf. In Südafrika bewohnt sie die Bereiche von den Provinzen Limpopo über KwaZulu-Natal nach Süden bis nach Ostkap. Die südliche Grenze wird wahrscheinlich am Great Fish River erreicht. Einzelne Populationen sind auch aus dem Osten Lesothos und aus Eswatini bekannt. Die Tiere bevorzugen offene Graslandschaften mit Themada-, Rendlia- und Hyparrhenia-Grasbeständen. Der Baum- und Buschanteil ist meist gering, dichtere Gestrüpp- und Gehölzstände führen meist zur Abnahme einer lokalen Population. Mitunter besiedeln die Tiere auch Regionen mit steinigem Untergrund. Die Höhenverbreitung reicht vom Meeresspiegelniveau bis auf 2200 m in der südafrikanischen Provinz Mpumalanga. Dabei bevorzugt das Südliche Oribi sanfte Hangneigungen von 0 bis 10 °, was sowohl für mittlere Gebirgslagen um 600 bis 1500 m als auch für höhere um 2000 m gilt. In nahrungsreichen Gebieten wie in KwaZulu-Natal kann die Populationsdichte bei 4 bis 18 Individuen je Quadratkilometer liegen, sie geht in weniger ertragreichen Landschaften auf 0,1 bis 0,4 Tiere auf einer vergleichbar großen Fläche zurück.

## Lebensweise

### Territorialverhalten
Das Südliche Oribi lebt einzelgängerisch oder in kleineren Herden beziehungsweise in Familienverbänden. Die Sozialstruktur ist relativ variabel ausgeprägt. Im Highmoor State Forest Land, einer Region mit rund 2100 m Höhenlage in den Drakensbergen in KwaZulu-Natal, besteht die durchschnittliche Gruppengröße aus 2,2 Individuen mit einer Variation von eins bis sechs Tieren. Mehr als die Hälfte aller Beobachtungen fällt auf Paare mit Angehörigen beider Geschlechter, teilweise auch mit Nachwuchs. Am zweithäufigsten treten einzelne Männchen bei mehr als einem Viertel aller Sichtungen auf, gefolgt von einzelnen Weibchen bei jeder zehnten Sichtung. Größere Gruppen hingegen mit einem Männchen und mehreren Weibchen, sogenannte Harems, ließen sich nur in rund 19,5 % der Fälle nachweisen. In tiefer gelegenen Regionen um 1200 m in den Drakensbergen wurden ähnliche Verhältnisse ermittelt. Paare kommen hier zu einem Drittel vor, ein weiteres Drittel entfällt auf Einzelgänger mit gleichen Anteilen von Männchen und Weibchen. Ein knappes Viertel machen größere Gruppen aus. Die Gruppenbildungen des Südlichen Oribi stehen dadurch in deutlichem Kontrast zu den weiter nördlich und eher tropisch verbreiteten Oribis, bei denen größere Harems häufiger auftreten, was in mehr als der Hälfte aller Beobachtungsfälle dokumentiert wurde. Anzunehmen ist daher, dass das Sozialgefüge der Oribis stark vom Ertragsreichtum einer Landschaft abhängig ist und die Tiere daher in gemäßigteren Klimaten mit stärkeren jahreszeitlichen Schwankungen dazu neigen, in kleineren Gruppen oder solitär zu leben. Möglicherweise zeigen die Männchen des Südlichen Oribi ein territoriales Verhalten. Nach Untersuchungen im Highmoor State Forest Land besetzen sie Reviere von 42 bis 62 ha Ausdehnung. In der gleichen Region nutzen Weibchen Landflächen von etwa 36 ha Größe. Ihre Reviergrenzen kennzeichnen die männlichen Tiere mit Duftmarken. Dies erfolgt über das Reiben des Kopfes mit der Voraugendrüse in der Vegetation, wodurch ein dunkles Sekret zurückbleibt. Teilweise überdecken sie auch den Urin und Kot der weiblichen Tiere mit ihren eigenen Fäkalien oder markieren die entsprechenden Stellen mit Duftsekreten. Außerdem verjagen sie konkurrierende Individuen. Manchmal duldet jedoch ein dominantes Männchen einen unterwürfigen Geschlechtsgenossen im eigenen Territorium, das dann auch weniger häufig markiert wird. Dadurch senkt er das Risiko, von einem ebenfalls dominanten Rivalen vertrieben zu werden, nimmt aber offensichtlich eine verminderte Fortpflanzungsmöglichkeit in Kauf, die durch die Anwesenheit des unterwürfigen Tieres entstehen kann. In dieser Eigenschaft ähnelt das Südliche Oribi dem Serengeti-Oribi.

### Ernährung
Die Hauptnahrung des Südlichen Oribi setzt sich überwiegend aus Gräsern und Krautpflanzen zusammen, gelegentlich verzehrt es auch Blätter. Im Gorongosa-Nationalpark in Mosambik umfasst das Nahrungsspektrum der Tiere elf Grasarten und sieben Baumarten. Dem gegenüber besteht die Nahrung des Südlichen Oribi im Golden-Gate-Highlands-Nationalpark in der südafrikanischen Provinz Freistaat aus insgesamt rund 22 verschiedenen Pflanzenarten. Zu den am häufigsten konsumierten Gräsern gehören Vertreter von Sporobolus und Themada, die jeweils einen Anteil von 17,6 und 10,8 % erreichen. Weitere in größeren Mengen gefressene Gräser gehören zu Monocymbium und zu den Zypergräsern. Während Gräser fast das gesamte Jahr über aufgenommen werden, steigt vor allem in der Zeit des Südsommers der Anteil an Krautpflanzen wie Strohblumen oder Kreuzblumen an. Dies gilt aber auch für die Sporobolus-Gräser, von denen das Südliche Oribi im Südsommer fast ausschließlich die Blüten vertilgt. Von Watsonia bevorzugt die Art im gleichen Zeitraum die Blätter, im Südwinter hingegen rupft sie die Knollen heraus. Auf einzelnen privaten Farmen in KwaZulu-Natal ließen sich insgesamt 38 wichtige Nahrungspflanzenarten der Art identifizieren. Unter den Gräsern dominieren neben Themada auch Andropogon, Monocymbium oder Hyparrhenia. Ebenso sind hier jahreszeitliche Variationen im Ernährungsverhalten der Tiere erkennbar. Im Frühjahr überwiegen Themada-Gräser in der Nahrung, deren Anteil im Südsommer und Herbst zugunsten von Andropogon und Hyparrhenia stark zurückgeht. Nach Untersuchungen im Mount Sheba National Reserve in der südafrikanischen Provinz Mpumalanga stellt hier Andropogon die prinzipielle Hauptnahrung des Südlichen Oribi dar, gefolgt von Liebesgräsern. Allerdings wechseln die Tiere nach größeren Buschfeuern schnell auf frisch nachwachsende andere Gräser um, die dann über einen höheren Nährstoffgehalt verfügen. Nehmen in der Zeit vor einem Buschfeuer Andropogon-Gräser noch mehr als zwei Drittel an der Gesamtnahrung ein, geht ihr Anteil nach einem Brand auf null zurück und es überwiegen bei Weitem Themada-, Rendlia- oder Schwingelgräser. Erstere decken unter Umständen dann fast den gesamten Nahrungsbedarf ab. Insgesamt kann das Südliche Oribi als deutlich selektiv in seiner Nahrungsaufnahme angesehen werden.
In der Regel verbringen die Tiere rund 20 bis 38 % ihrer Tagesbeschäftigung mit der Nahrungsaufnahme. Am häufigsten fressen sie in den frühen Morgenstunden und am späten Abend. Dabei meidet das Südliche Oribi Waldränder und bevorzugt Bereiche inmitten höherwachsender Grasflächen für einen eventuellen schnellen Rückzug bei aufziehender Gefahr. Lediglich bei einem sehr hohen Nahrungsangebot frisst es auch in baumbewachsenen Arealen. Anzunehmen ist, dass in solchen Fällen die Möglichkeit einer schnelleren und höheren Energiezufuhr der Gefahr einer Erbeutung durch Fressfeinde  entgegensteht. Zumeist ziehen sich die Tiere nach dem Fressen in dichtes Gras zurück.

### Fortpflanzung
Die meisten Mutter-Jungtiergruppen werden im Südsommer von Dezember bis Mai beobachtet, was auf eine jahreszeitlich eingeschränkte Fortpflanzungsphase hindeutet. Paarungsaktivitäten finden nach Untersuchungen im Highmoor State Forest Land zwischen April und Mai statt, so dass bei einer Trächtigkeitsdauer von rund 210 Tagen die Geburt des Nachwuchses in den Beginn des Südsommers fällt. Den ersten Monat verbringen die Jungen im Gras liegend in relativer Nähe zur Mutter. Ab einem Alter von drei Monaten folgen die Jungen dem Muttertier. Sie erreichen mit ungefähr einem halben Jahr ihre Unabhängigkeit. Beobachtungen in KwaZulu-Natal haben gezeigt, dass das Südliche Oribi verschiedene Fortpflanzungsstrategien verfolgt. In Regionen mit einer höheren Qualität an Nahrungsressourcen und damit größeren Gruppenbildungen paart sich ein Männchen mit mehreren Weibchen und lebt somit polygyn. Diese Gemeinschaften sind aber weitgehend instabil. In höheren Lagen mit häufig schlechterem Nahrungsangebot treten zumeist monogame Paare auf. In gewisser Weise hat auch die Anzahl und Dichte der Beutegreifer in einer Region Einfluss auf das generelle Fortpflanzungsverhalten.

### Fressfeinde und Parasiten
Zu den bedeutendsten Fressfeinden gehört der Schabrackenschakal. In insgesamt 154 untersuchten Kotresten aus KwaZulu-Natal macht die Antilopenart aber nur einen geringen Anteil von rund 1 % aus, wobei es keine Unterschiede zwischen Sommer und Winter gibt. An Parasiten wurden bisher Fadenwürmer wie Trichostrongylus und Cooperia dokumentiert. Bei einigen Tieren aus dem Kruger-Nationalpark, wo das Südliche Oribi heute nicht mehr auftritt, ließen sich auch Impalaia und Oesophagostomum diagnostizieren.

## Systematik
Das Südliche Oribi ist eine Art aus der Gattung der Oribis (Ourebia) innerhalb der Familie der Hornträger (Bovidae). Hierin wird die Gattung zur Unterfamilie der Antilopinae gezählt. Ihre Stellung innerhalb der Antilopinae ist nicht ganz eindeutig. Teilweise wurden die Oribis zusammen mit dem Kleinstböckchen (Neotragus), den Böckchen (Nesotragus), den Klippspringern (Oreotragus), den Dikdiks (Madoqua) und anderen Kleinantilopen in die Tribus der Neotragini eingeordnet. Als Gemeinsamkeiten galten häufig die kurzen, spießartigen Hörner und eine ähnliche Sozialstruktur. In molekulargenetischen Untersuchungen erwies sich diese Gemeinschaft aber als nicht in sich geschlossen und beschränkt sich aus heutiger Sicht lediglich auf das Kleinstböckchen, während die Böckchen näher mit den Impalas (Aepycerotini) verwandt sind, die Klippspringer zwar dem Kleinstböckchen nahe stehen, jedoch eine eigene Gruppe (Oreotragini) formen und die Dikdiks zu den Gazellenartigen (Antilopini) zählen. Letzteres trifft auch für die Oribis zu, was sich aus zahlreichen jüngeren genetischen Analysen ergibt. Dabei bilden die Oribis entweder die Schwestergruppe der eigentlichen Gazellenartigen (Untertribus Antilopina) oder sie clustern gemeinsam mit den Kurzschwanzgazellen (Procapra) relativ basal innerhalb der Antilopini. In der Regel werden die Oribis innerhalb der Antilopini einer eigenen Untertribus zugewiesen, den Ourebiina. Vereinzelt sehen einige Autoren die Oribis aber außerhalb der Antilopini und gruppieren sie in eine eigene Tribus, die dann mit Ourebiini bezeichnet wird. Als besondere Kennzeichen der Oribis können das lang ausgezogene, vorn sich nicht merklich verschmälernde Rostrum, die verbreiterten inneren Schneidezähne und die hochkronigen Backenzähne mit ausgedehnten Zahnschmelzflächen genannt werden. Äußerlich auffallend ist der haarlose dunkle Hautfleck unter den Ohren, der ein wenig an eine ähnliche Bildung bei den nicht näher verwandten Riedböcken erinnert.
Die Oribis galten bis zu Beginn des 21. Jahrhunderts als zu einer Art gehörig, die den wissenschaftlichen Namen Ourebia ourebi trug und im Deutschen trivial als „Oribi“ bezeichnet wurde. Innerhalb dieser Art gab es zwischen acht und 13 Unterarten, von denen aber einzelne ausgestorben sind. Eine Revision der Huftiere aus dem Jahr 2011, erstellt von Colin P. Groves und Peter Grubb, spaltete die Art in insgesamt vier Arten auf, wobei hauptsächlich morphometrische Merkmale herangezogen wurden. Dadurch erhielten neben dem Südlichen Oribi als Nominatform der Gattung auch das Sudan-Oribi (Ourebia montana), das Senegal-Oribi (Ourebia quadriscopa) und das Serengeti-Oribi (Ourebia hastata) Artstatus. Die verbliebenen Unterarten wurden weitgehend mit dem Sudan- und dem Serengeti-Oribi synonymisiert. Das Südliche Oribi enthält demzufolge keine Unterarten. Der Aufteilung der Oribis in vier Arten wird nicht in allen Fällen gefolgt. Genetische Untersuchungen aus dem Jahr 2017 zeigten aber, dass sich zumindest das Südliche Oribi deutlich vom Serengeti-Oribi unterscheidet. So weisen beide Formen im Cytochrom b eine Differenz von etwa 13 % auf, was genauso hoch ist, wie zwischen dem Südlichen Oribi und dem Steinböckchen (Raphicerus campestris). Innerhalb des Südlichen Oribis treten Varianzen von rund 2 % auf. Die Autoren der Studie befürworten daher die Einstufung des Südlichen Oribis als eigenständige taxonomische Einheit, ohne sich dabei auf Art- oder Unterartebene festzulegen.
Das Südliche Oribi wurde im Jahr 1783 von Eberhard August Wilhelm von Zimmermann wissenschaftlich erstbeschrieben. Er verwendete dabei die Artbezeichnung Antilope ourebi. Als herausragende Merkmale wies Zimmermann die kurzen, geraden Hörner und den langen Hals aus. Das Typusgebiet vermerkte er mit „Cafferen“, was heute weitgehend der südafrikanischen Provinz Ostkap entspricht. Für einen Syntyp der Art wird als Lokalität Bruintjieshoogte bei Somerset East in besagter Provinz angegeben.

## Gefährdung
Die IUCN unterscheidet momentan nicht nach den verschiedenen Arten der Oribis. Den Gesamtbestand stuft die Umweltschutzorganisation in die Kategorie „nicht gefährdet“ (least concern) ein. Bestandsgefährdungen entstehen durch die Ausbreitung der land- und weidewirtschaftlichen Nutzflächen, Ausdehnung menschlicher Siedlungen sowie durch die Zunahme der Jagd, vor allem mit Hunden. In Südafrika kam es zwischen 1996 und 2014 zu einem Rückgang der Population um 13 %. Die gesamte Individuenzahl wurde für 2015 auf ein Minimum von 1860 bis 2170 und auf ein Maximum von 3100 ausgewachsenen Tieren geschätzt. Der größte Anteil findet sich im Maloti-Drakensberg-Park in KwaZulu-Natal, aber auch hier ging der Bestand von rund 496 auf 375 Individuen zurück. Möglicherweise umfasst keine Subpopulation mehr als 250 ausgewachsene Individuen. Die Art ist in zahlreichen Naturschutzgebieten präsent, so unter anderem im Golden-Gate-Highlands-Nationalpark in Südafrika, im Gorongosa-Nationalpark in Mosambik und im Sehlabathebe-Nationalpark in Lesotho. Forschungsschwerpunkte bilden die Populationsentwicklung und der Einfluss der Jagd darauf auch in Bezug auf die Landschaftsfragmentierung, darüber hinaus werden zusätzlich die Wechselwirkungen mit anderen, konkurrierenden Grasnahrungsspezialisten wie dem Blessbock oder dem Weißschwanzgnu beziehungsweise mit Weidetieren sowie die Rolle von Graslandkorridoren bei den Wanderungen der Tiere untersucht. Ein weiteres Themengebiet umfasst die Auswirkungen durch Umsiedlungsmaßnahmen einzelner Gruppen des Südlichen Oribi, in der Vergangenheit verliefen nicht alle Auswilderungsprojekte erfolgreich. Generell gilt das Südliche Oribi in seinem Verbreitungsgebiet als stark gefährdet.